# Westdeutsche Zeitung
Ne doit pas être confondu avec Westdeutsche Allgemeine Zeitung.
Le Westdeutsche Zeitung (WZ) est l'un des plus grands journaux régionaux de Rhénanie du Nord-Westphalie, en Allemagne. Son siège social est établi à Wuppertal avec des bureaux à Düsseldorf et Krefeld.
En 2001, le tirage du WZ était de 214 000 exemplaires. 
Depuis, le Westdeutsche Zeitung a perdu une grande partie de sa diffusion. Le nombre d'exemplaires vendus a diminué en moyenne de 7,3% par an au cours des dix années entre 2007 et 2017. Selon l'analyse des médias 2017, le tirage s'élevait à 54 976 exemplaires; la part des abonnements dans le tirage vendu est de 87% et la portée  de 302 000 lecteurs par numéro.